# Pseudarmadillo tuberculatus
Pseudarmadillo tuberculatus is een pissebed uit de familie Delatorreidae. De wetenschappelijke naam van de soort is voor het eerst geldig gepubliceerd in 1984 door Helmut Schmalfuss.